# All-Ireland Senior Hurling Championship 1892
L'All-Ireland Senior Football Championship 1892 fu l'edizione numero 6 del principale torneo di hurling irlandese. Cork batté Dublino in finale, ottenendo il secondo titolo della sua storia.

## Squadre
Parteciparono 3 rappresentative: Dublino fu la sola contea del Leinster a presentare una squadra, i Flag-Davitts, e venne pertanto dichiarata vincitrice in automatico. Nel Munster solo Cork e Kerry presentarono le loro squadre (rispettivamente Redmonds e Kerry Kilmoyley), pertanto fu direttamente giocata la finale.

## Regolamento
Furono effettuati tre importanti cambiamenti nel regolamento:
- Al goal fu dato il valore di tre punti. Precedentemente il goal valeva più di qualsiasi somma di points, che facevano da discriminante in caso di parità di goal.
- Il numero di giocatori per squadra venne ridotto da 21 a 17.
- Ai campioni delle contee fu concesso di selezionare, per l'All-Ireland anche giocatori di altre club della contea stessa.

## Torneo
Munster Senior Hurling Championship
| Killarney 30 ottobre 1892 Final2 | Kerry | 2-5 – 5-3 | Cork | Killarney Park |

All-Ireland Senior Hurling Championship
| Dublino 26 marzo 1893 Finale | Cork                  | 2-3 – 1-5 | Dublin | Clonturk Park (5 000 spett.)\| Arbitro: \| D. Fraher (Waterford) \| |
| Arbitro:                     | D. Fraher (Waterford) |           |        |                                                                     |

- La finale fu la prima occasione in cui si incontrarono le franchige di hurling delle contee di Cork e Dublino